# Urs Eggli
Urs Eggli ( n. 1959 ) es un botánico y taxónomo suizo (de habla alemana).
Sus estudios los realizó en la Universidad de Zúrich, obteniendo su PhD con la tesis bajo la dirección del prof. Klaus Kramer Un estudio monográfico del género Rosularia (Crassulaceae). Es investigador y profesor en el "Sukkulenten-Sammlung Zürich" de la Universidad de Zúrich.
Ha realizado investigaciones de campo en Argentina, Brasil, Chile, Uruguay, y participó en proyectos de la flora en Argentina y Chile.

## Algunas publicaciones
- urs Eggli, leonard e. Newton. 2010. Etymological Dictionary of Succulent Plant Names. Springer, Berlin/Heidelberg, ISBN 978-3-642-05597-3 004, ISBN 3-540-00489-0

- --------------, ------------------------------. 2002. Illustrated Handbook of Succulent Plants: With 487 Colour Photos, Printed in 64 Colour Plates. Dicotyledons. Vol. 5. Ed. ilustrada de Springer, 545 pp. ISBN 3540419667 en línea

- --------------, mélica Muñoz s., beat e. Leuenberger, friedrich Ritter. 1995. Cactaceae of South America: the Ritter collections. Vol. 16 de Englera : Veröffentlichungen aus dem Botanischen Garten und botanischen Museum Berlin-Dahlem. Ed. Botanischer Garten und Botanisches Museum Berlin-Dahlem, 646 pp.

- La abreviatura «Eggli» se emplea para indicar a Urs Eggli como autoridad en la descripción y clasificación científica de los vegetales.[2]

Tiene una producción en identificación y nombramiento de nuevas especies, poseyendo a noviembre de 2012: 97 registros IPNI; publicándolos habitualmente en : Taxon; Kakteen And. Sukk.; Kew Bull.; Novon; Adansonia; Curtis's Bot. Mag.; Bradleya; Succulenta